# إيغون مولر
إيغون مولر (بالألمانية: Egon Müller) هو متسابق دراجات نارية ومغني ألماني، ولد في 26 نوفمبر 1948 في كيل في ألمانيا.

## وصلات خارجية
- إيغون مولر على موقع IMDb (الإنجليزية)
- إيغون مولر على موقع ميوزك برينز (الإنجليزية)
- إيغون مولر على موقع ميوزك برينز (الإنجليزية)
- إيغون مولر على موقع ديسكوغز (الإنجليزية)